# KEY WEST CLUB
KEY WEST CLUB은 일본의 아이돌 그룹이다.

## 디스코그래피

### 싱글
- お誂え向きのDestiny(1991/11/21)
- UNBELIEVABLE(1992/06/22)
- 夢はマジョリカ・セニョリータ(1992/08/21)

### 정규음반
- お誂え向きのDestiny(1991/12/18)
- UNBELIEVABLE(1992/06/21)

### CM
- キリンレモンセレクト(キリンビバレッジ)

## 같이 보기
- 빙 (기업)